# Hippeastrum chionedyanthum
Hippeastrum chionedyanthum là một loài thực vật có hoa trong họ Amaryllidaceae. Loài này được (Cárdenas) Van Scheepen mô tả khoa học đầu tiên năm 1997.